# Перкинс (округ, Небраска)
Округ Перкинс (англ. Perkins County) — округ, расположенный в штате Небраска (США) с населением в 2970 человек по статистическим данным переписи 2010 года. Столица округа находится в городе Грант.

## История
Округ Перкинс был образован в 1887 году и получил своё официальное название в честь бывшего президента железнодорожной компании Чарльза И. Перкинса.

## География
По данным Бюро переписи населения США округ Перкинс имеет общую площадь в 2290 квадратных километров, из которых 2287 кв. километров занимает земля и 3 кв. километра — вода. Площадь водных ресурсов округа составляет 0,12 % от всей его площади.

### Соседние округа
- Кит (Небраска) — север
- Линкольн (Небраска) — восток
- Седжуик (Небраска) — запад
- Хейс (Небраска) — юго-восток
- Филлипс (Колорадо) — юго-запад
- Чейс (Небраска) — юг

## Демография
По данным переписи населения 2000 года в округе Перкинс проживало 3200 человек, 893 семьи, насчитывалось 1275 домашних хозяйств и 1444 жилых дома. Средняя плотность населения составляла 1 человек на один квадратный километр. Расовый состав округа по данным переписи распределился следующим образом: 97,69 % белых, 0,03 % чёрных или афроамериканцев, 0,28 % коренных американцев, 0,22 % азиатов, 0,44 % смешанных рас, 1,34 % — других народностей. Испано- и латиноамериканцы составили 2,31 % от всех жителей округа.
Из 1275 домашних хозяйств в 32,50 % — воспитывали детей в возрасте до 18 лет, 62,90 % представляли собой совместно проживающие супружеские пары, в 4,60 % семей женщины проживали без мужей, 29,90 % не имели семей. 27,50 % от общего числа семей на момент переписи жили самостоятельно, при этом 15,70 % составили одинокие пожилые люди в возрасте 65 лет и старше. Средний размер домашнего хозяйства составил 2,47 человек, а средний размер семьи — 3,01 человек.
Население округа по возрастному диапазону по данным переписи 2000 года распределилось следующим образом: 26,60 % — жители младше 18 лет, 6,00 % — между 18 и 24 годами, 23,50 % — от 25 до 44 лет, 24,70 % — от 45 до 64 лет и 19,30 % — в возрасте 65 лет и старше. Средний возраст жителей округа составил 41 год. На каждые 100 женщин в округе приходилось 100,80 мужчин, при этом на каждых сто женщин 18 лет и старше приходилось 95,80 мужчин также старше 18 лет.
Средний доход на одно домашнее хозяйство в округе составил 34 205 долларов США, а средний доход на одну семью в округе — 42 112 долларов. При этом мужчины имели средний доход в 28 438 долларов США в год против 19 881 доллара США среднегодового дохода у женщин. Доход на душу населения в округе составил 17 830 долларов США в год. 9,50 % от всего числа семей в округе и 13,60 % от всей численности населения находилось на момент переписи населения за чертой бедности, при этом 20,10 % из них были моложе 18 лет и 8,90 % — в возрасте 65 лет и старше.

## Основные автодороги

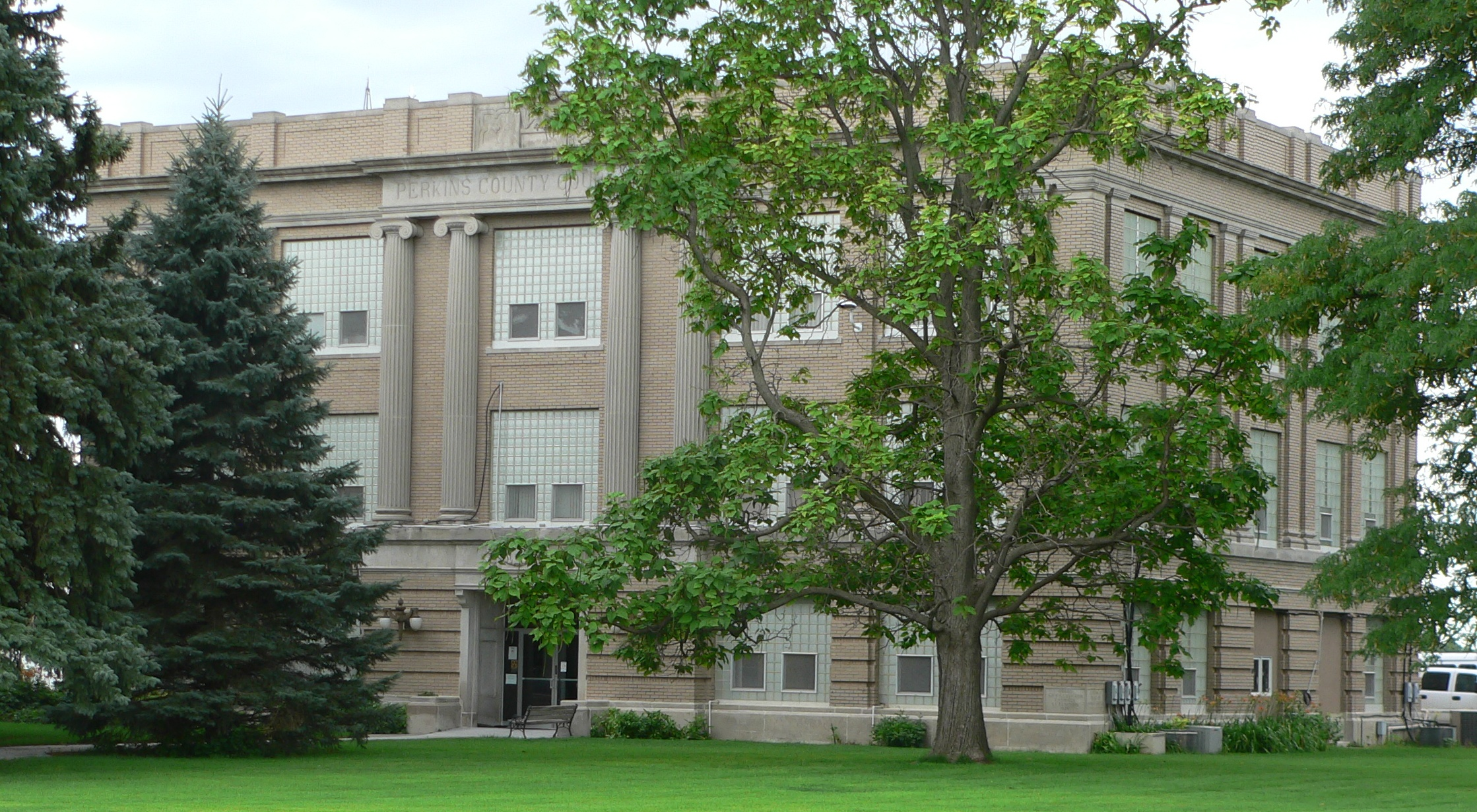
Здание окружного суда в городе Грант

- Автомагистраль 23
- Автомагистраль 61

## Населённые пункты

### Города и деревни
- Илси
- Грант
- Мадрид
- Венанго